# Коджа Давуд паша
Коджа Даут паша Узунчаршълъ (на турски: Koca Davud Paşa Uzunçarşılı) или Големият Даут паша е велик везир на Османската империя от 1482 до 1497 г. Неговият мандат е един от най-дългите и непрекъсвани в историята на империята. Завършва Ендерун, където става известен с прозвищата си „Коджа“ и „Дервиш“. Даут паша участва в османските кампании срещу Аккоюнлу и Кралство Унгария.

## Живот
Първото известно назначение на Даут паша след Ендерун е за санджакбей Черномен (Орменио), което ще рече на най-големият, най-важен османски санджак, обхващаш цяла Тракия и не само. На тази длъжност Даут паша извършва в успешни акънджийски набези в териториите, принадлежащи на Унгарското кралство и Венецианската република, за което скоро след това е определен за санджакбей на Анкира/Анкара, а през 1470 г. е вече бейлербей на Анатолия с доход от 700 000 акчета.
Като бейлербей на Анатолия Даут паша участва в походи в Карамания през лятото на 1472 г., когато войската на Аккоюнлу атакува Караман, наскоро превзет от османците. Аккоюнлу изпраща 20 хилядна армия начело с Юсуфчи Мирза, военният командир на Узун Хасан, към която се присъединяват със свои части старите караманци Пир Ахмед и Касим бей. След като Аккоюнлу опустошава Токат, Даут паша поема османският авангард под командването на Шехзаде Мустафа и през 1473 г. с най-голяма заслуга за османската победа в битката при Отлукбели.
По време на управлението на Мехмед II Даут паша служи и като бейлербей на Румелия от 1476 г. Начело на румелийската армия през 1478 г. участва в обсадата на Шкодра. Свален е като бейлербей поради вражда с великия везир на Караманли Мехмед паша и е понижен като санджакбей на Босна. Даут паша участва в османските кампании срещу Аккоюнлу и Кралство Унгария. След смъртта на Мехмед II през 1481 г. Баязид II възстановява Даут паша като бейлербей на Румелия, а две години по-късно го издига за велик везир.
Като велик везир Даут паша води две военни кампании срещу мамелюците през 1487 г. и срещу лежката лига през 1492 г. Превзема и присъединява към Османската империя Тепелена, Адана и Тарсус.
На 8 март 1497 г. Баязид II го обвинява, че е избягал от своя зет Гьоде Ахмед бей (внук на Узун Хасан и Мехмед II) и го отстранява като велик везир. Султанът изпраща Даут паша в Димотика с годишна държавна пенсия от 300 000 акчета. На 20 октомври 1498 г. Даут паша умира и е погребан в тюрбе пред михраба на джамията която издига в Константинопол на форум Аркадия със 108 магазина около нея, медресе, училище, хоспис, обществена кухня и чешма, датираща от 1485 г. Впоследствие целият квартал е кръстен на него, част от Фатих днес. В квартал Йеникапи Даут паша издига дворец, пристанище, единадесет магазина и обществени бани. Другите му обществени работи са безистен в Битоля и магазини в Скопие и Бурса. Даут паша хамам е най-голямата обществена баня на Балканите и днес се използва за художествена галерия.
Даут паша е един от най-богатите османски държавници на своето време. Неговото имущество е оценено на един милион дуката, с които подпомагал учените и бедните. Големият Даут паша остава в историята като способен и честен държавник. Има четирима сина, единият от които е женен за дъщерята на султан Баязид II – Фатма.